# FK Rabotnički
FK Rabotnički je severomakedonský fotbalový klub ze Skopje.

## Úspěchy
- Prva makedonska fudbalska liga (3× vítěz) – 2004/05, 2005/06, 2007/08
- Severomakedonský fotbalový pohár (4× vítěz) – 2007/08, 2008/09, 2013/14, 2014/15 [1][2]